# João Carlos Reis Graça
João Carlos Reis Graça (nasceu a 2 de Julho de 1989 em Lisboa), conhecido como Joãozinho, é um jogador profissional de futebol português. Joga no U. Madeira, por empréstimo do Sporting de Braga. Joga na posição de defesa esquerdo. Depois de dar nas vistas no Clube Desportivo de Mafra, assinou pelo Beira-Mar, de onde rumou mais tarde ao Sporting CP. De Alvalade foi para o Minho, representar o Sporting de Braga. Apesar de fazer duas épocas nos arsenalistas, foi depois emprestado para o Sheriff Tiraspol e para o Astra Giurgiu (2014/2015) e ao U. Madeira.
Atualmente, e após passar uma época no Kortrijk (Bélgica), joga no Clube Desportivo de Tondela, tendo feito uma época bastante boa a titular no mesmo.